# Kœstlach
Koestlach redirige ici.
Kœstlach [kœstlax]  est une commune française située dans la circonscription administrative du Haut-Rhin et, depuis le 1er janvier 2021, dans le territoire de la Collectivité européenne d'Alsace, en région Grand Est.
Cette commune se trouve dans la région historique et culturelle d'Alsace.

## Géographie

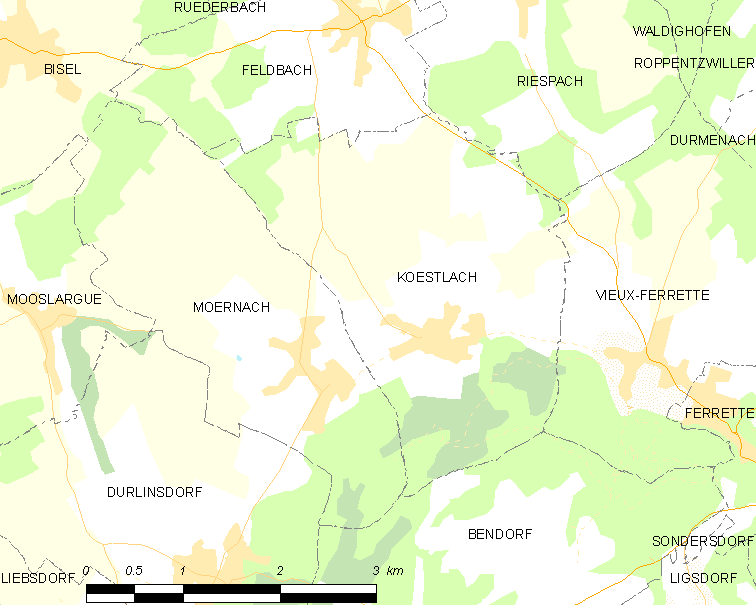
Carte de la commune.

Petit village situé dans le Sundgau.
| Feldbach |          | Riespach       |
| Mœrnach  | Kœstlach | Vieux-Ferrette |
|          | Bendorf  |                |

### Hydrographie
La commune est dans le bassin versant du Rhin au sein du bassin Rhin-Meuse. Elle est drainée par le Feldbach et le ruisseau de Heinisweiher,,.
Le Feldbach, d'une longueur de 11 km, prend sa source dans la commune  et se jette  dans l'Ill à Hirsingue, après avoir traversé six communes. 

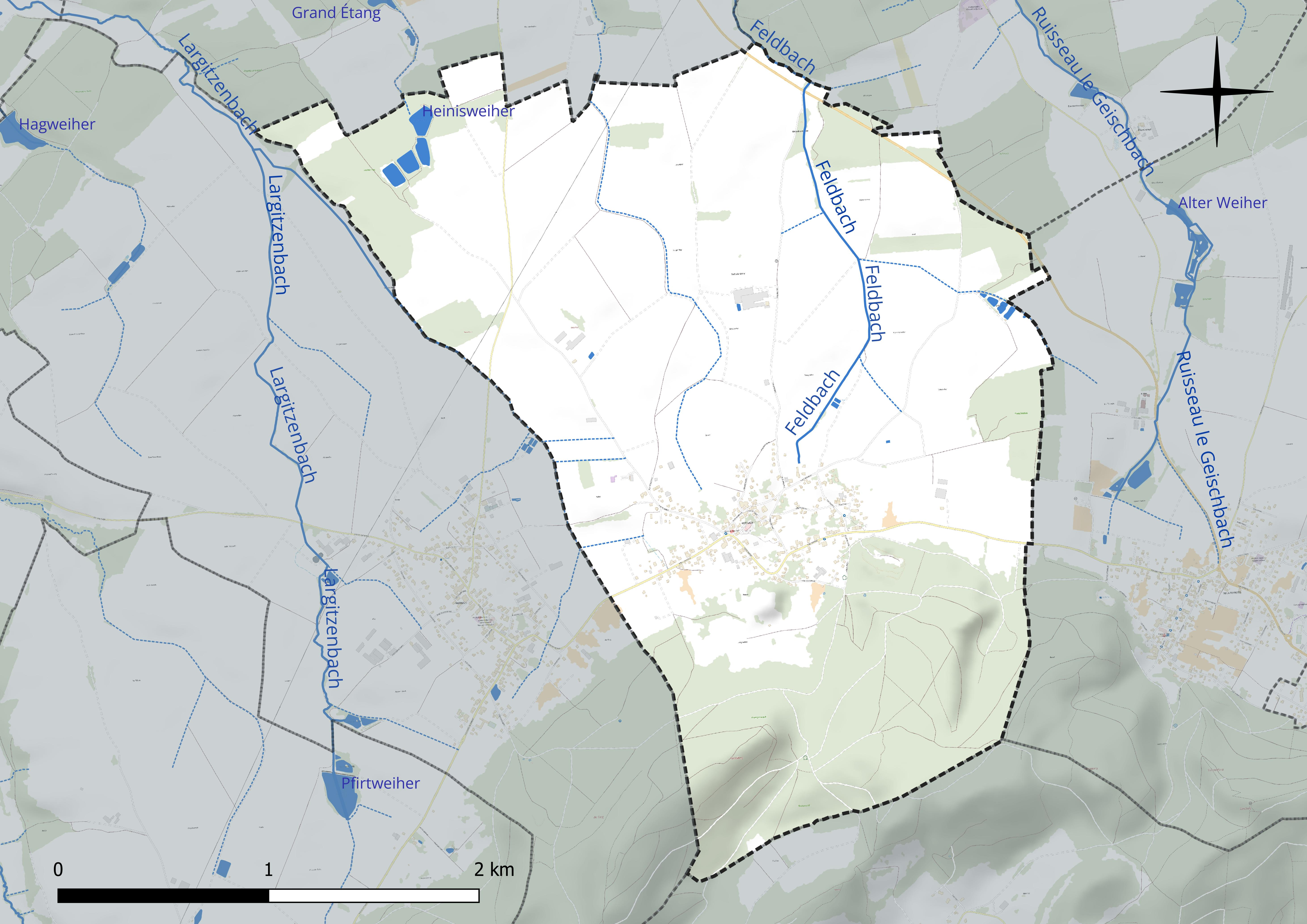
Réseau hydrographique de Koestlach.

Un plan d'eau complète le réseau hydrographique : Heinisweiher (1,7 ha),.

### Climat
Pour des articles plus généraux, voir Climat du Grand Est et Climat du Haut-Rhin.
En 2010, le climat de la commune est de type climat de montagne, selon une étude du Centre national de la recherche scientifique s'appuyant sur une série de données couvrant la période 1971-2000. En 2020, Météo-France publie une typologie des climats de la France métropolitaine dans laquelle la commune est dans une zone de transition entre le climat semi-continental et le climat de montagne et est dans la région climatique  Vosges, caractérisée par une pluviométrie très élevée (1 500 à 2 000 mm/an) en toutes saisons et un hiver rude (moins de 1 °C). 
Pour la période 1971-2000, la température annuelle moyenne est de 9,3 °C, avec une amplitude thermique annuelle de 17,5 °C. Le cumul annuel moyen de précipitations est de 1 122 mm, avec 10,2 jours de précipitations en janvier et 9,9 jours en juillet. Pour la période 1991-2020, la température moyenne annuelle observée sur la station météorologique de Météo-France la plus proche, « Lucelle_sapc », sur la commune de Lucelle à 9 km à vol d'oiseau, est de 9,4 °C et le cumul annuel moyen de précipitations est de 1 091,0 mm. 
La température maximale relevée sur cette station est de 36 °C, atteinte le 20 juillet 2003 ; la température minimale est de −19 °C, atteinte le 20 décembre 2009,,. 
Les paramètres climatiques de la commune ont été estimés pour le milieu du siècle (2041-2070) selon différents scénarios d'émission de gaz à effet de serre à partir des nouvelles projections climatiques de référence DRIAS-2020. Ils sont consultables sur un site dédié publié par Météo-France en novembre 2022.

## Urbanisme

### Typologie
Au 1er janvier 2024, Kœstlach est catégorisée commune rurale à habitat dispersé, selon la nouvelle grille communale de densité à sept niveaux définie par l'Insee en 2022.
Elle est située hors unité urbaine. Par ailleurs la commune fait partie de l'aire d'attraction de Bâle - Saint-Louis (partie française), dont elle est une commune de la couronne,. Cette aire, qui regroupe 94 communes, est catégorisée dans les aires de 200 000 à moins de 700 000 habitants,.

### Occupation des sols

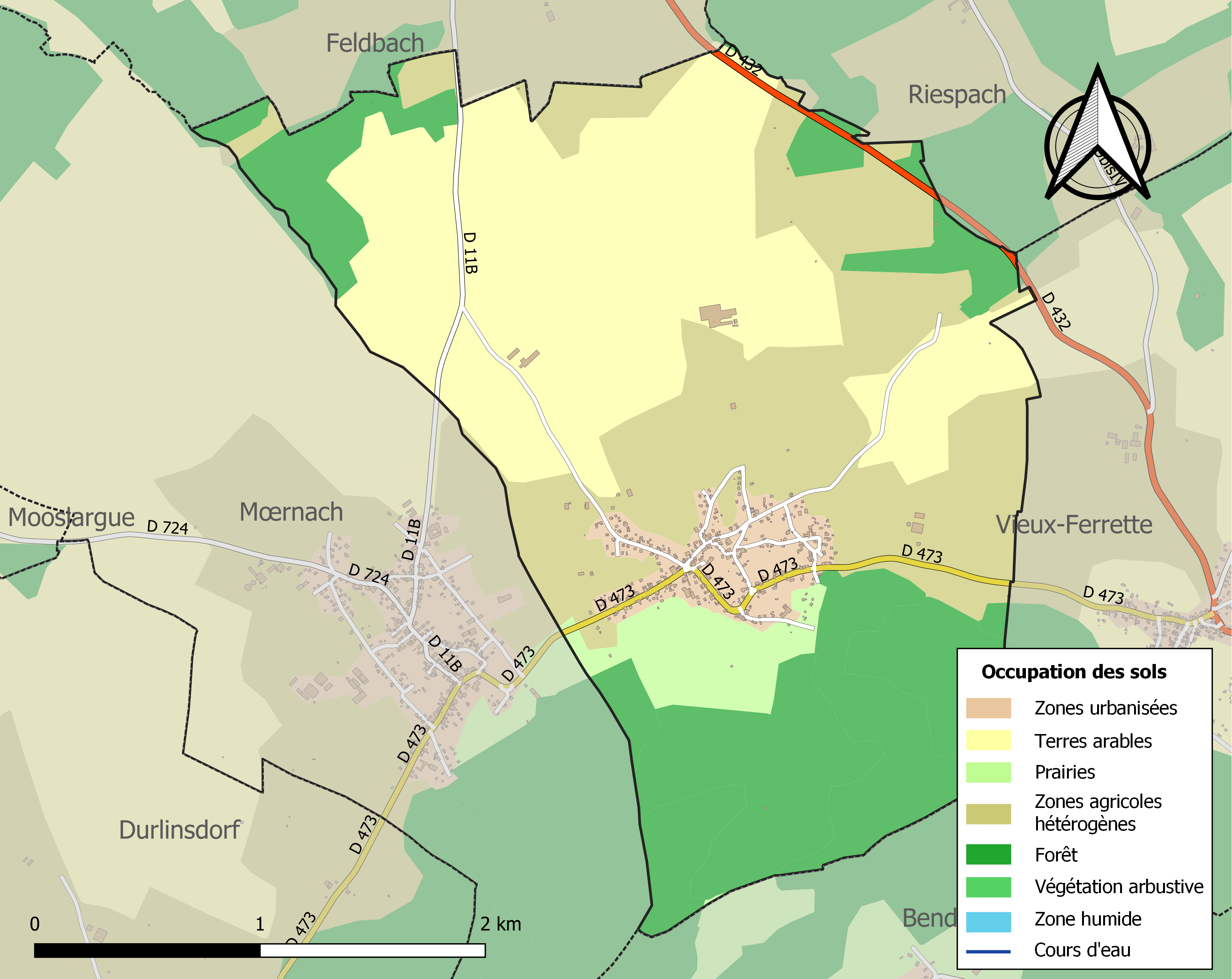
Carte des infrastructures et de l'occupation des sols de la commune en 2018 (CLC).

L'occupation des sols de la commune, telle qu'elle ressort de la base de données européenne d’occupation biophysique des sols Corine Land Cover (CLC), est marquée par l'importance des territoires agricoles (68,1 % en 2018), en diminution par rapport à 1990 (69,7 %). La répartition détaillée en 2018 est la suivante : 
terres arables (35,8 %), zones agricoles hétérogènes (27,9 %), forêts (26,8 %), zones urbanisées (5,1 %), prairies (4,4 %).
L'IGN met par ailleurs à disposition un outil en ligne permettant de comparer l’évolution dans le temps de l’occupation des sols de la commune (ou de territoires à des échelles différentes). Plusieurs époques sont accessibles sous forme de cartes ou photos aériennes : la carte de Cassini (XVIIIe siècle), la carte d'état-major (1820-1866) et la période actuelle (1950 à aujourd'hui).

## Histoire
Les fouilles effectuées depuis le début du XXe siècle par l'archéologue badois Karl Gutmann ont permis d'identifier un site fortifié pré- et protohistorique (Site fortifié du Kastelberg), un édifice thermal gallo-romain et une nécropole mérovingienne.

### Toponyme
Le village est cité sous le nom de Chesilacha en 1144. Ce nom dérive d'un étymon gallo-romain (castelliacum) qui désigne un petit camp militaire servant de poste d'observation et fait probablement référence au site archéologique du Kastelberg.

### Héraldique
| Blason de Kœstlach | Les armes de Kœstlach se blasonnent ainsi : « De gueules à la tarière d'argent accompagnée d'une pomme de pin d'or et d'une feuille de hêtre de même. » |

## Politique et administration

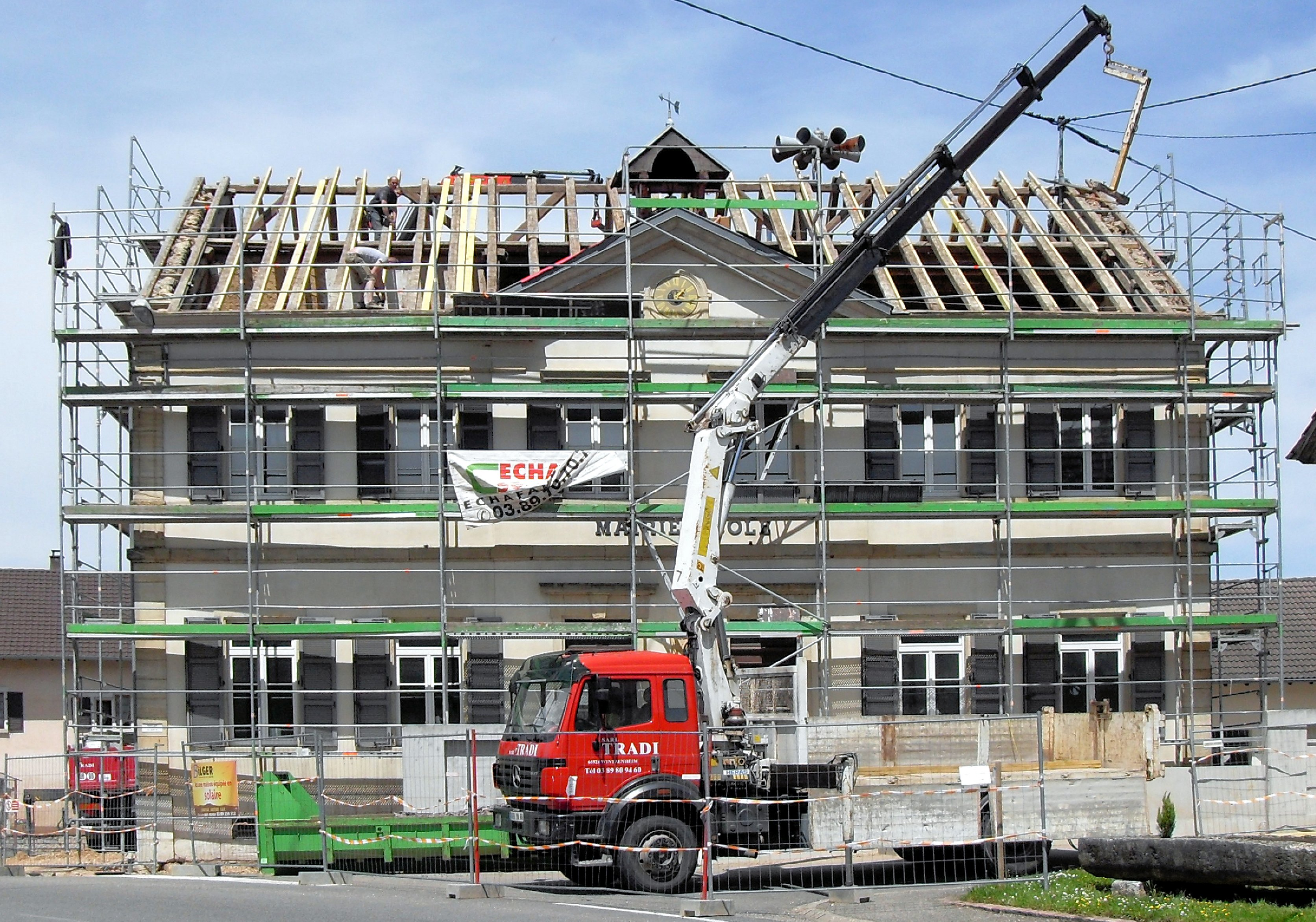
La mairie-école de Kœstlach, à la reconstruction.

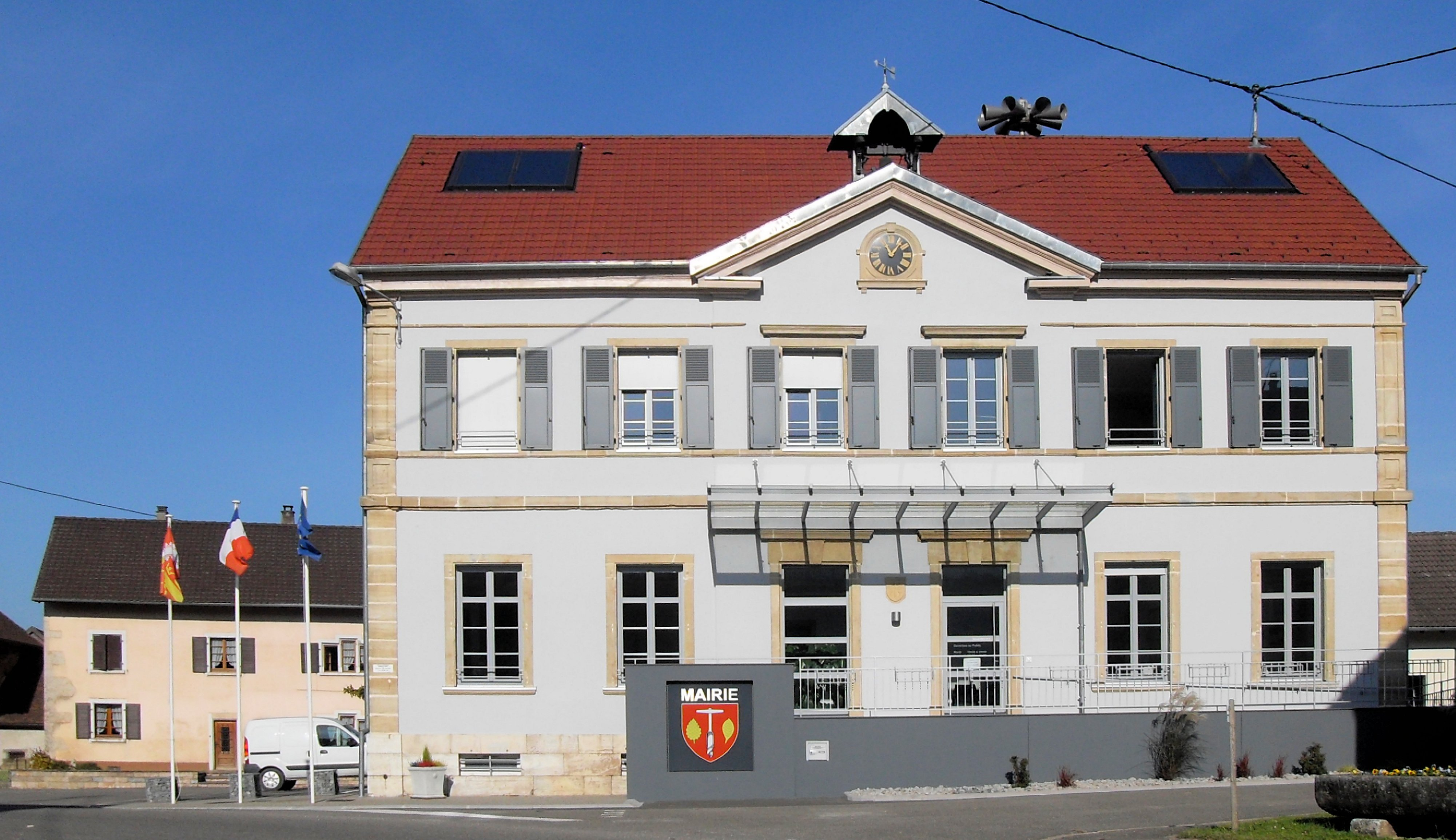
La mairie après la reconstruction.

| Période                                  | Période                   | Identité                                    | Étiquette | Qualité |
| ---------------------------------------- | ------------------------- | ------------------------------------------- | --------- | ------- |
| avant 1995                               | En cours (au 31 mai 2020) | André Lehmes Réélu pour le mandat 2020-2026 |           |         |
| Les données manquantes sont à compléter. |                           |                                             |           |         |

## Démographie
L'évolution du nombre d'habitants est connue à travers les recensements de la population effectués dans la commune depuis 1793. Pour les communes de moins de 10 000 habitants, une enquête de recensement portant sur toute la population est réalisée tous les cinq ans, les populations de référence des années intermédiaires étant quant à elles estimées par interpolation ou extrapolation. Pour la commune, le premier recensement exhaustif entrant dans le cadre du nouveau dispositif a été réalisé en 2006.

En 2022, la commune comptait 499 habitants, en évolution de −1,77 % par rapport à 2016 (Haut-Rhin : +0,66 %, France hors Mayotte : +2,11 %).
| 1793 | 1800 | 1806 | 1821 | 1831 | 1836 | 1841 | 1846 | 1851 |
| ---- | ---- | ---- | ---- | ---- | ---- | ---- | ---- | ---- |
| 482  | 500  | 590  | 567  | 636  | 663  | 635  | 665  | 674  |

| 1856 | 1861 | 1866 | 1871 | 1875 | 1880 | 1885 | 1890 | 1895 |
| ---- | ---- | ---- | ---- | ---- | ---- | ---- | ---- | ---- |
| 516  | 522  | 536  | 523  | 481  | 500  | 475  | 461  | 431  |

| 1900 | 1905 | 1910 | 1921 | 1926 | 1931 | 1936 | 1946 | 1954 |
| ---- | ---- | ---- | ---- | ---- | ---- | ---- | ---- | ---- |
| 437  | 417  | 408  | 386  | 373  | 361  | 360  | 345  | 323  |

| 1962 | 1968 | 1975 | 1982 | 1990 | 1999 | 2006 | 2011 | 2016 |
| ---- | ---- | ---- | ---- | ---- | ---- | ---- | ---- | ---- |
| 318  | 352  | 344  | 358  | 393  | 417  | 497  | 519  | 508  |

| 2021 | 2022 | - | - | - | - | - | - | - |
| ---- | ---- | - | - | - | - | - | - | - |
| 501  | 499  | - | - | - | - | - | - | - |

## Lieux et monuments
- Église Saint-Léger.
- Chapelle Notre-Dame-des-Sept-Douleurs.
- Presbytère de Nicolas Delfis.
- Vestige d'un ancien établissement thermal gallo-romain situé rue des Romains (visite libre).
- Site fortifié du Kastelberg (650 m) occupé du Néolithique à l'Âge du Fer offrant une vue panoramique sur la plaine d'Alsace (visite libre).

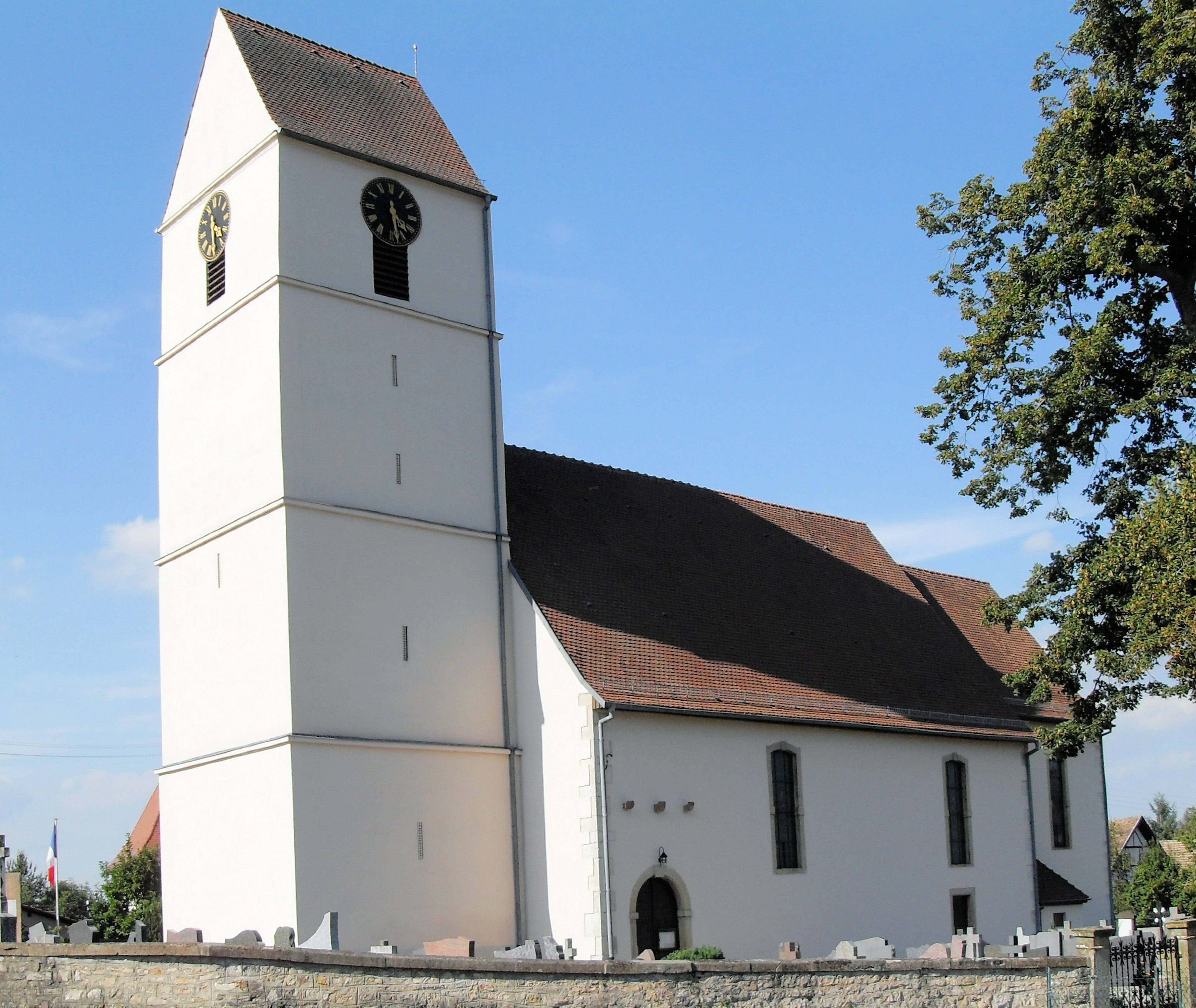
Église Saint-Léger, côté sud.
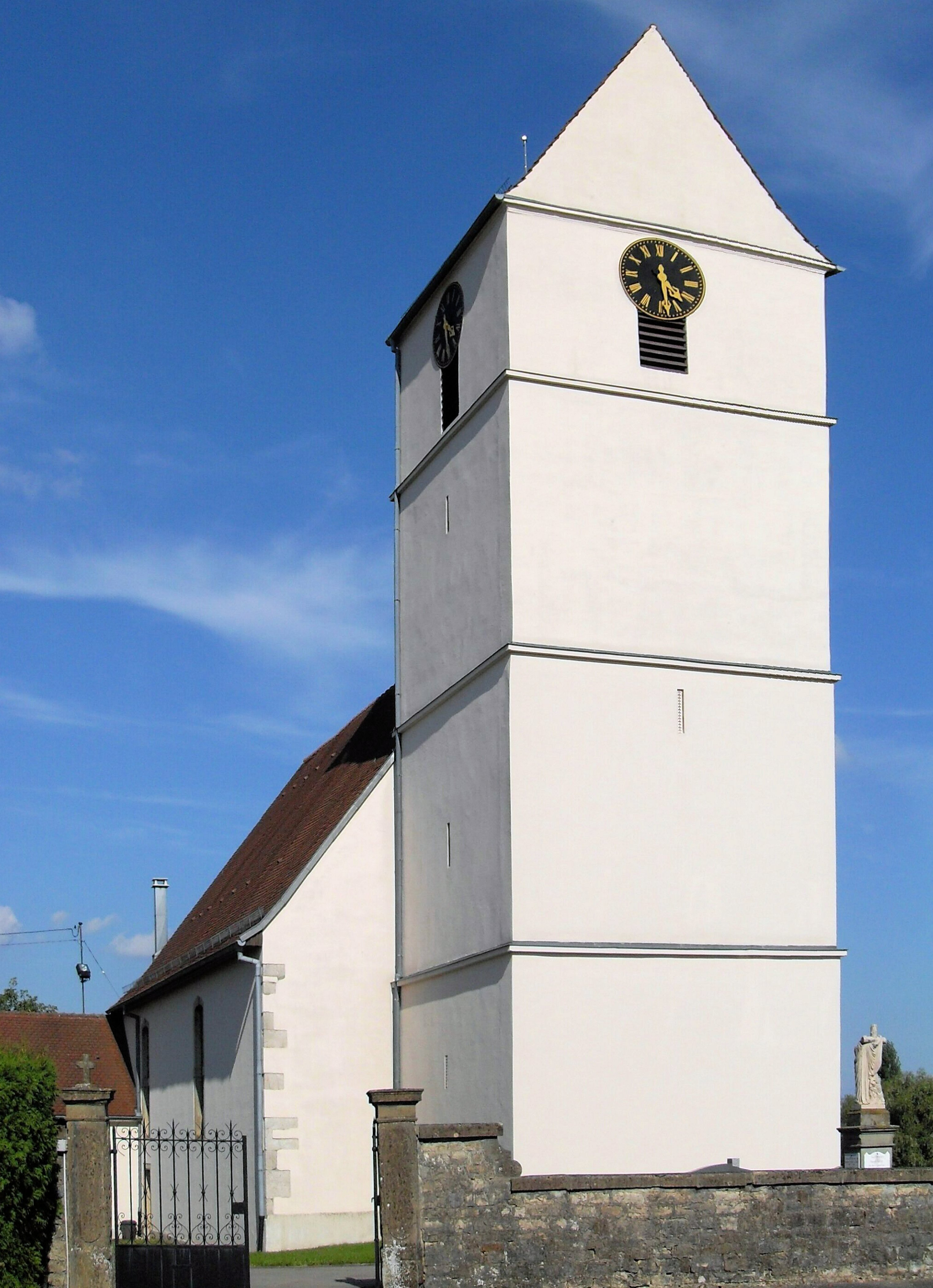
Église Saint-Léger, côté ouest.